# دوروزان
دوروزان (ساوه)، روستایی از توابع بخش نوبران شهرستان ساوه در استان مرکزی ایران است.

## جمعیت
این روستا در دهستان بیات قرار دارد و براساس سرشماری مرکز آمار ایران در سال ۱۳۸۵، جمعیت آن ۱۳۲ نفر (۳۷خانوار) بوده‌است.